# O級潜水艦 (アメリカ海軍)
O級潜水艦(O-class submarine)は、アメリカ海軍の潜水艦の艦級。本級は1918年のドイツとの停戦直前に導入されたが、戦闘に参加することはなかった。1918年7月24日、イギリスの汽船がO-4とO-6をUボートと誤認し砲撃を行った。
何隻かは1920年代から第二次世界大戦の終了まで訓練艦として使用された。何隻かはロンドン海軍軍縮条約に従って廃棄された。また何隻かは他の船との衝突事故を起こし沈没した。生き残った数隻はスクラップとして売却された。
本級の後期建造艦（O-11からO-16）は、レイク・トルペード・ボート社で設計され、エレクトリック・ボート社設計で建造された前期建造艦とは相違点を持つため、しばしば別の艦級と見なされる。

## 同型艦
- O-1 (USS O-1, SS-62)

　ポーツマス海軍工廠建造　就役:1918年11月5日　退役:1931年6月11日
- O-2 (USS O-2, SS-63)

　ピュージェットサウンド海軍工廠建造　就役:1918年10月19日　退役:1945年7月26日
- O-3 (USS O-3, SS-64)

　フォアリバー造船所建造　就役:1918年6月13日　退役:1945年9月11日
- O-4 (USS O-4, SS-65)

　フォアリバー造船所建造　就役:1918年5月29日　退役:1945年9月20日
- O-5 (USS O-5, SS-66)

　フォアリバー造船所建造　就役:1923年10月28日　1923年10月28日 衝突事故で喪失
- O-6 (USS O-6, SS-67)

　フォアリバー造船所建造　就役:1918年6月12日　退役:1945年9月11日
- O-7 (USS O-7, SS-68)

　フォアリバー造船所建造　就役:1918年7月4日　退役:1945年7月2日
- O-8 (USS O-8, SS-69)

　フォアリバー造船所建造　就役:1918年7月11日　退役:1945年9月11日
- O-9 (USS O-9, SS-70)

　フォアリバー造船所建造　就役:1918年7月27日　1941年6月20日 浸水事故で喪失
- O-10 (USS O-10, SS-71)

　フォアリバー造船所建造　就役:1918年8月17日　退役:1945年9月10日
- O-11 (USS O-11, SS-72)

　レイク・トーピードボート建造　就役:1918年10月19日　退役:1924年6月21日
- O-12（英語版） (USS O-12, SS-73)

　レイク・トーピードボート建造　就役:1918年10月19日　退役:1924年6月17日
- O-13 (USS O-13, SS-74)

　レイク・トーピードボート建造　就役:1918年11月27日　退役:1924年6月11日
- O-14 (USS O-14, SS-75)

　カリフォルニア造船所建造　就役:1918年10月1日　退役:1924年6月17日
- O-15 (USS O-15, SS-76)

　カリフォルニア造船所建造　就役:1918年8月27日　退役:1924年6月11日
- O-16 (USS O-16, SS-77)

　カリフォルニア造船所建造　就役:1918年8月1日　退役:1924年6月2日